# Törbel
Törbel je obec v německy mluvící části švýcarského kantonu Valais, v okrese Visp. Žije zde 481 obyvatel.

## Geografie

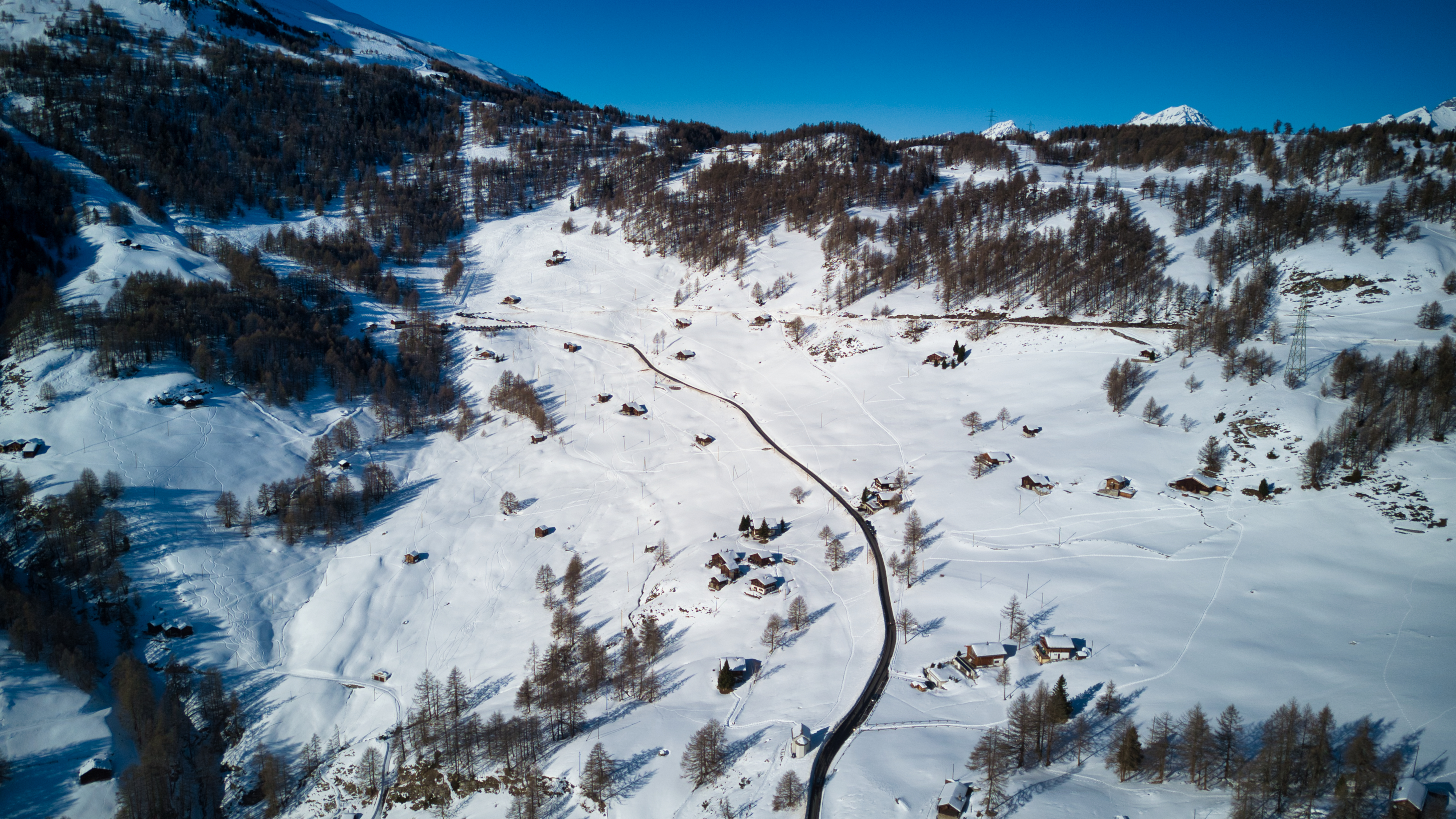
Törbel v zimě

Staré centrum obce leží vysoko nad přechodem z Mattertalu do Vispertalu v nadmořské výšce asi 1500 metrů. Obec se vyznačuje sluncem zahnědlými domy a úzkými uličkami a velmi uzavřenou zástavbou. Je tvořena vesnicemi Törbel, Burge, Feld, Brunnen a šesti dalšími osadami.
Nejnižší bod v obci je 770 m n. m., nejvyšším bodem je vrchol Augstbordhorn ve výšce 2972 m n. m. Moosalp (2042 m n. m.) je alpou obce Törbel a je využíván jako turistická oblast.
Obec Törbel sousedí na severu s Bürchenem, na severovýchodě se Zeneggenem, na východě se Staldenem, na jihu s Grächenem, na jihozápadě s Embdem a na západě s Unterbächem.

## Historie
Obec je poprvé zmiňována v roce 1034 jako Dorbia.
Kamenné schránky a hroby s cistami ukazují na rané osídlení. V roce 1333 koupil Törbel od svobodných vesnických šlechticů desátkové právo. V letech 1392 a 1400 bylo regulováno užívání vody. Rolnický cech pochází z roku 1463, alpské a společné stanovy z roku 1507, prohlášení o měšťanských právech z roku 1531 a první měšťanská kniha z roku 1533. V roce 1514 získal Törbel od obce v údolí Hasli alpské jezero Oberaar, které v roce 1948 prodal bernským elektrárnám. Z církevního hlediska patřil Törbel ve 13. století k Vispu, od roku 1535 ke Staldenu (filiální farnost v roce 1649) a v roce 1686 vytvořil vlastní farnost. Kostel svatého Theodula z roku 1642 byl v roce 1962 nahrazen novou stavbou.

## Obyvatelstvo
| Rok            | 1798 | 1850 | 1900 | 1950 | 2000 | 2010 | 2012 | 2014 | 2016 |
| Počet obyvatel | 350  | 508  | 571  | 693  | 498  | 491  | 484  | 477  | 471  |

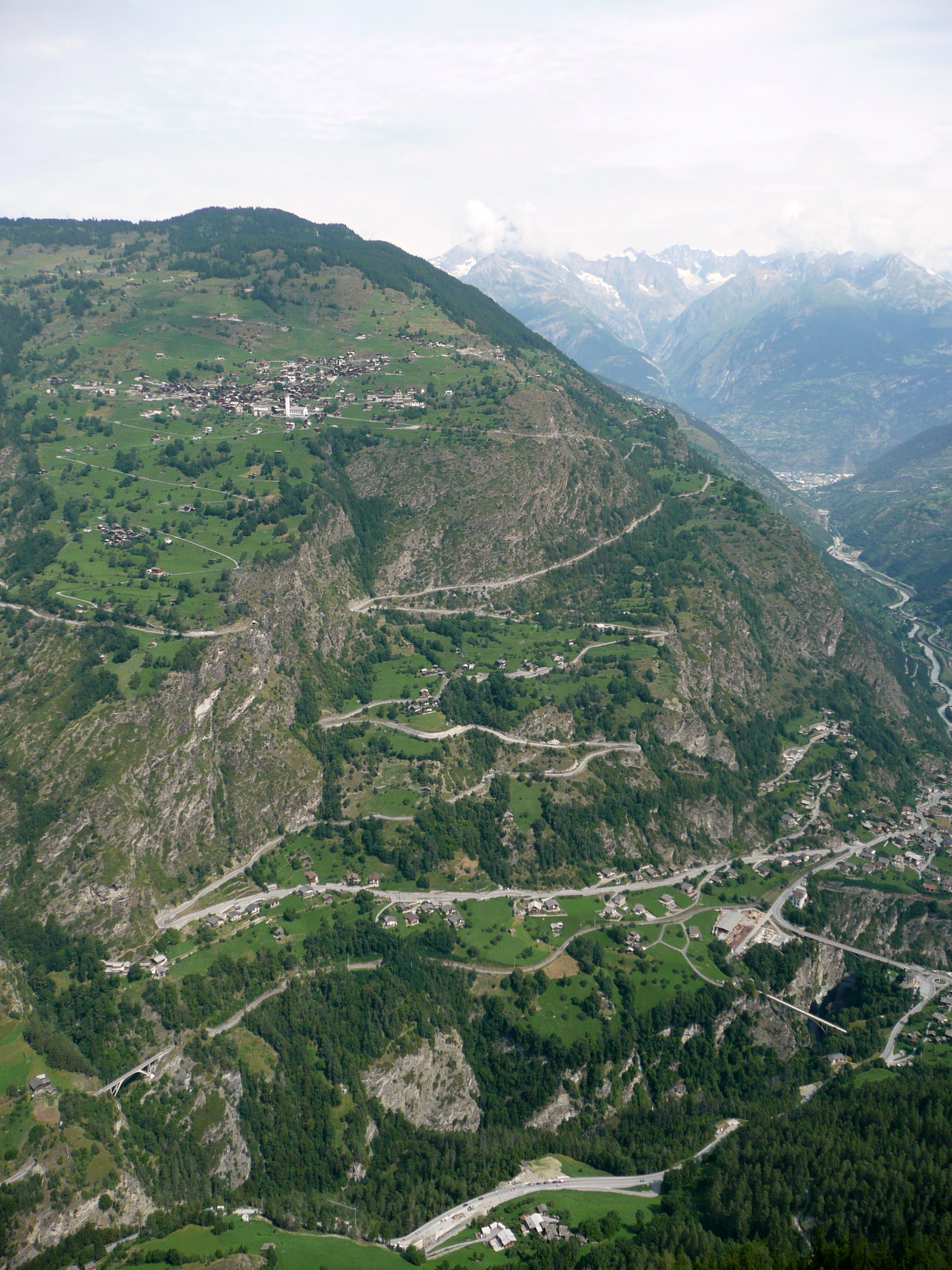
Silnice Törbelstrasse

V roce 2000 hovořilo 99,2 % obyvatel obce německy. K římskokatolické církvi se hlásí 95,0 % obyvatel.

## Hospodářství
Hospodářství obce bylo založeno zejména na zemědělství (využití polností), ale také na cestovním ruchu (oblast Moosalp), a především na průmyslu ve Vispu (Lonza AG).
Od společnosti Törbel pocházejí švýcarské tašky vyrobené z recyklovaných vojenských přikrývek. Vyrábějí se ručně v Törbelu v malé továrně.
Z Törbelu pocházejí také obrazy malířky Helen Güdelové, která v Törbelu našla nový domov a zobrazuje obec na obrazech v několika knihách.

## Doprava
Törbel má dobré dopravní spojení. Ze Staldenu vede silnice do Törbelu a dále do Moosalpu. Do Törbelu se lze dostat také přes Bürchen nebo Zeneggen, ale pouze v létě a přes Moosalp.
Pravidelná autobusová doprava Postauto spojuje Törbel se Staldenem (s návazností na vlaky do Vispu a Zermattu) a v létě s Moosalpem a Bürchenem.

## Osobnosti
- Ernst Heinrich Karlen (1922–2012), katolický kněz, arcibiskup z Bulawaya

## Fotogalerie

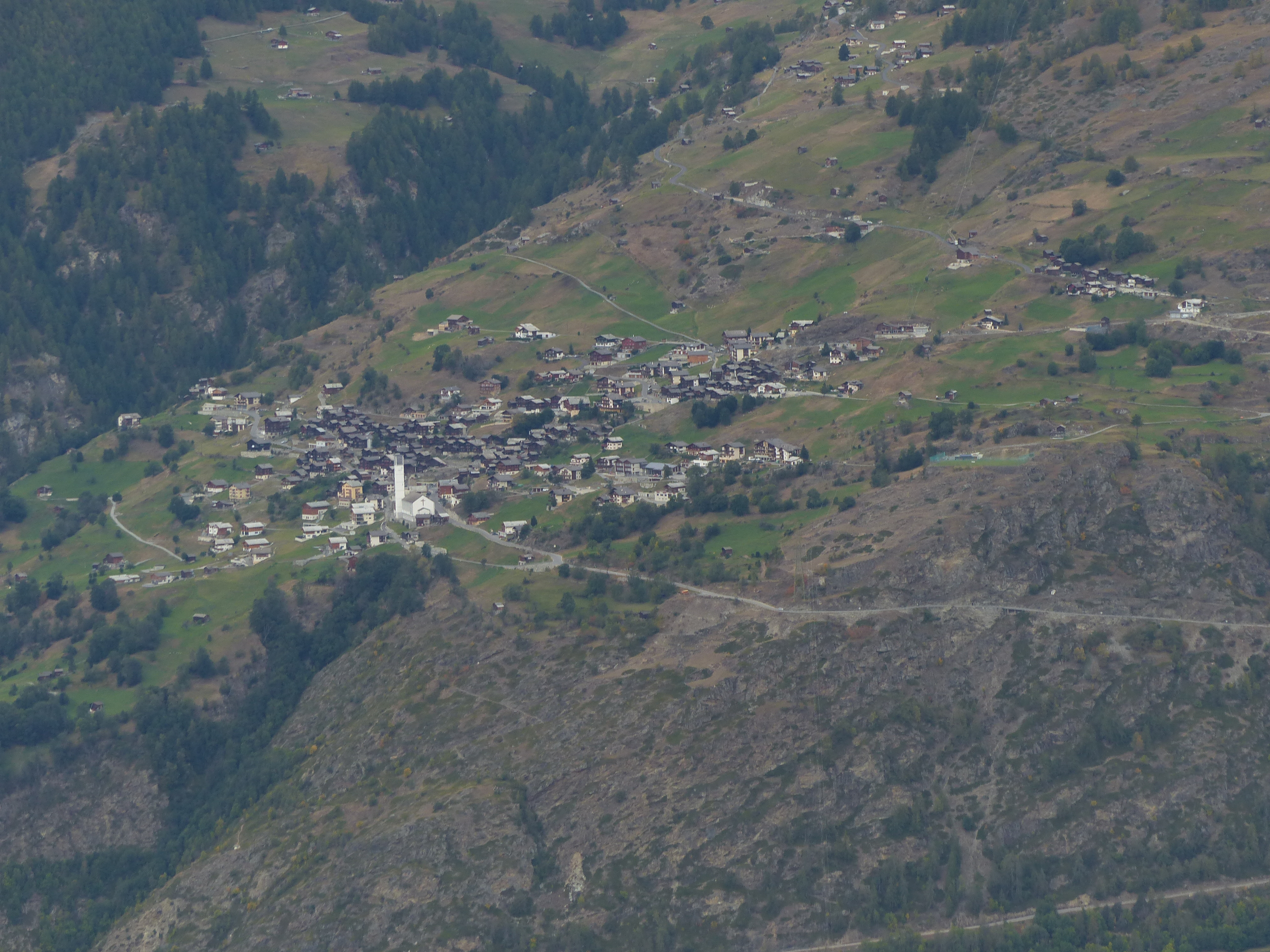
Törbel od Gsponu
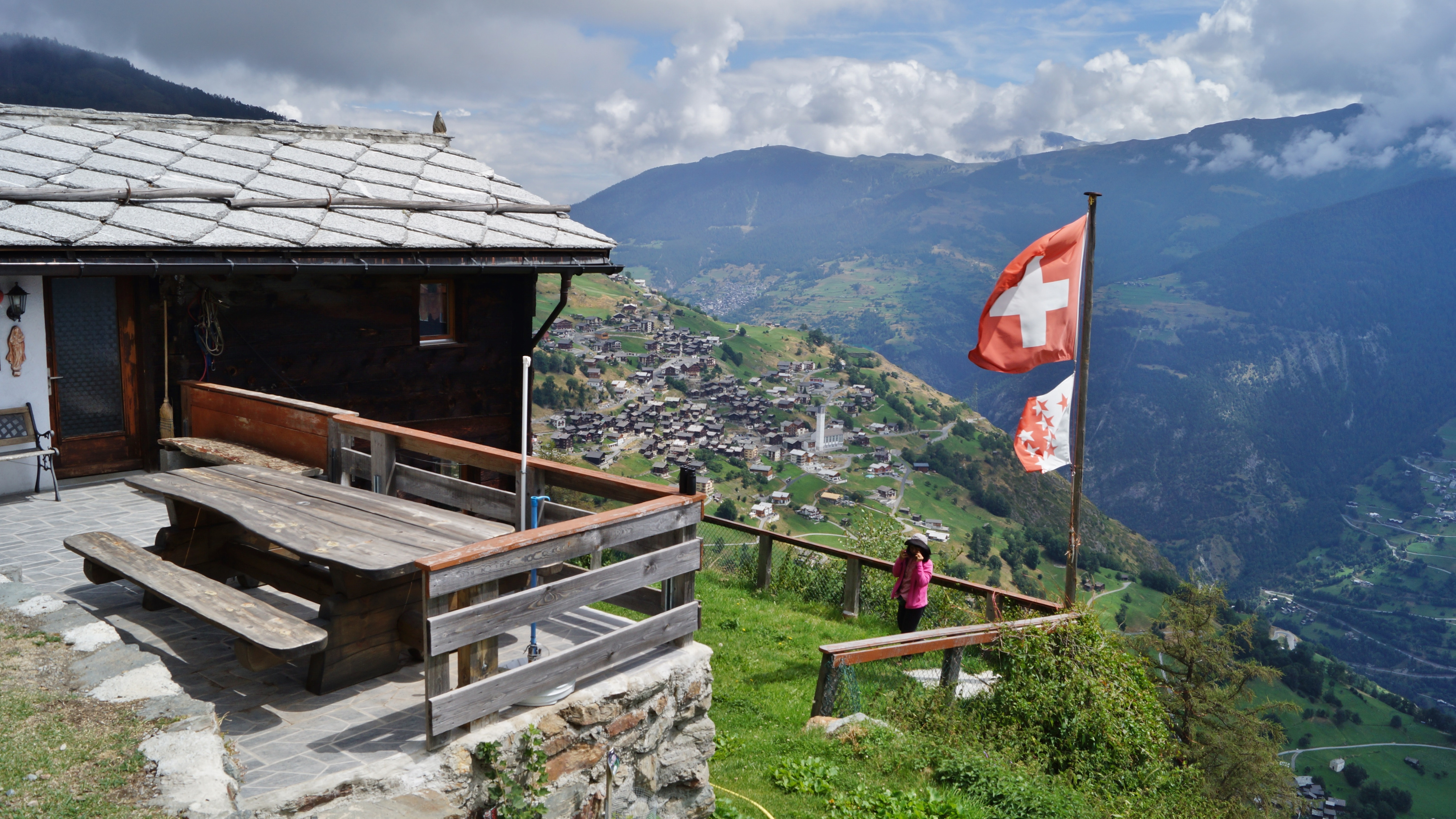
Isch
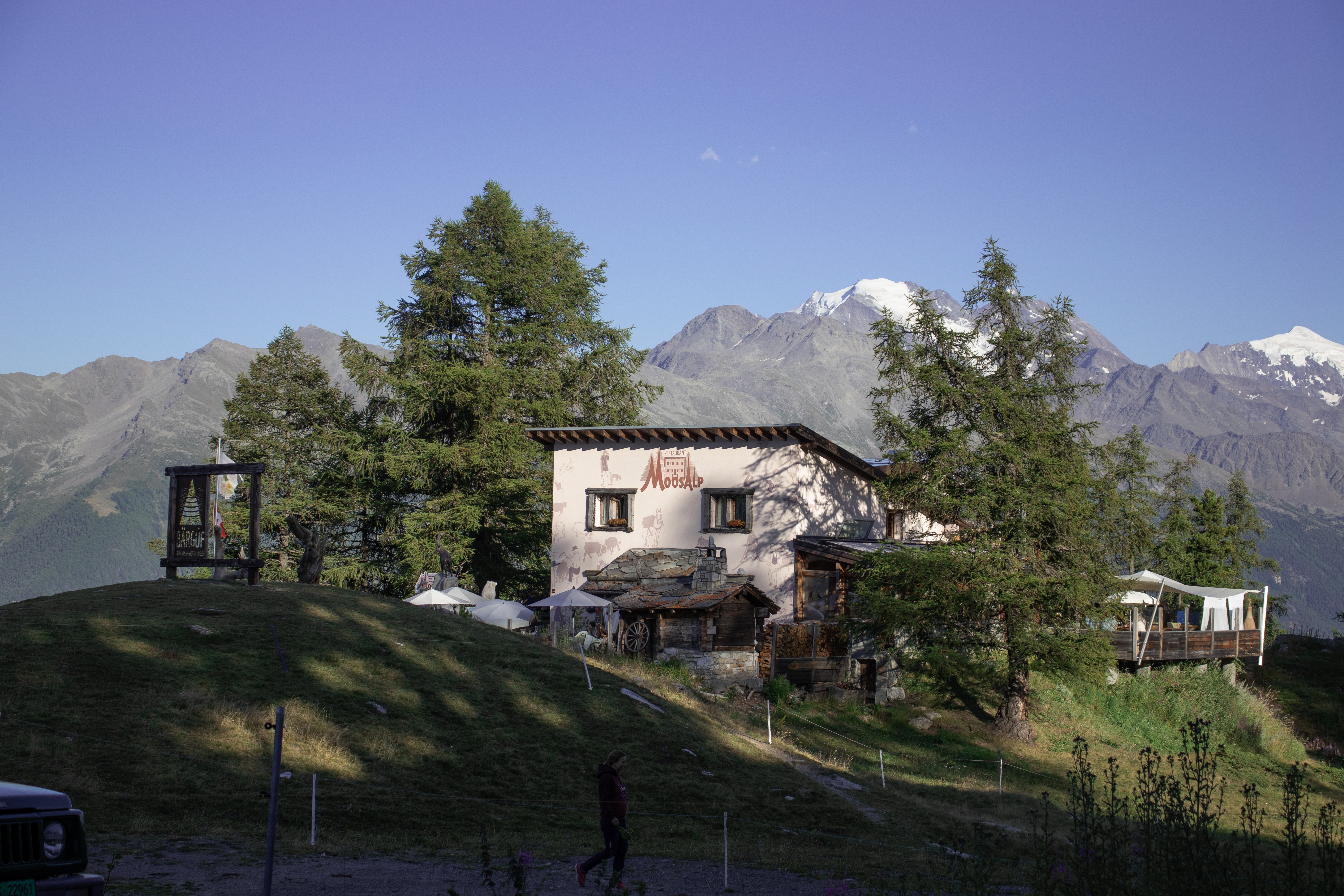
Restaurant Moosalp
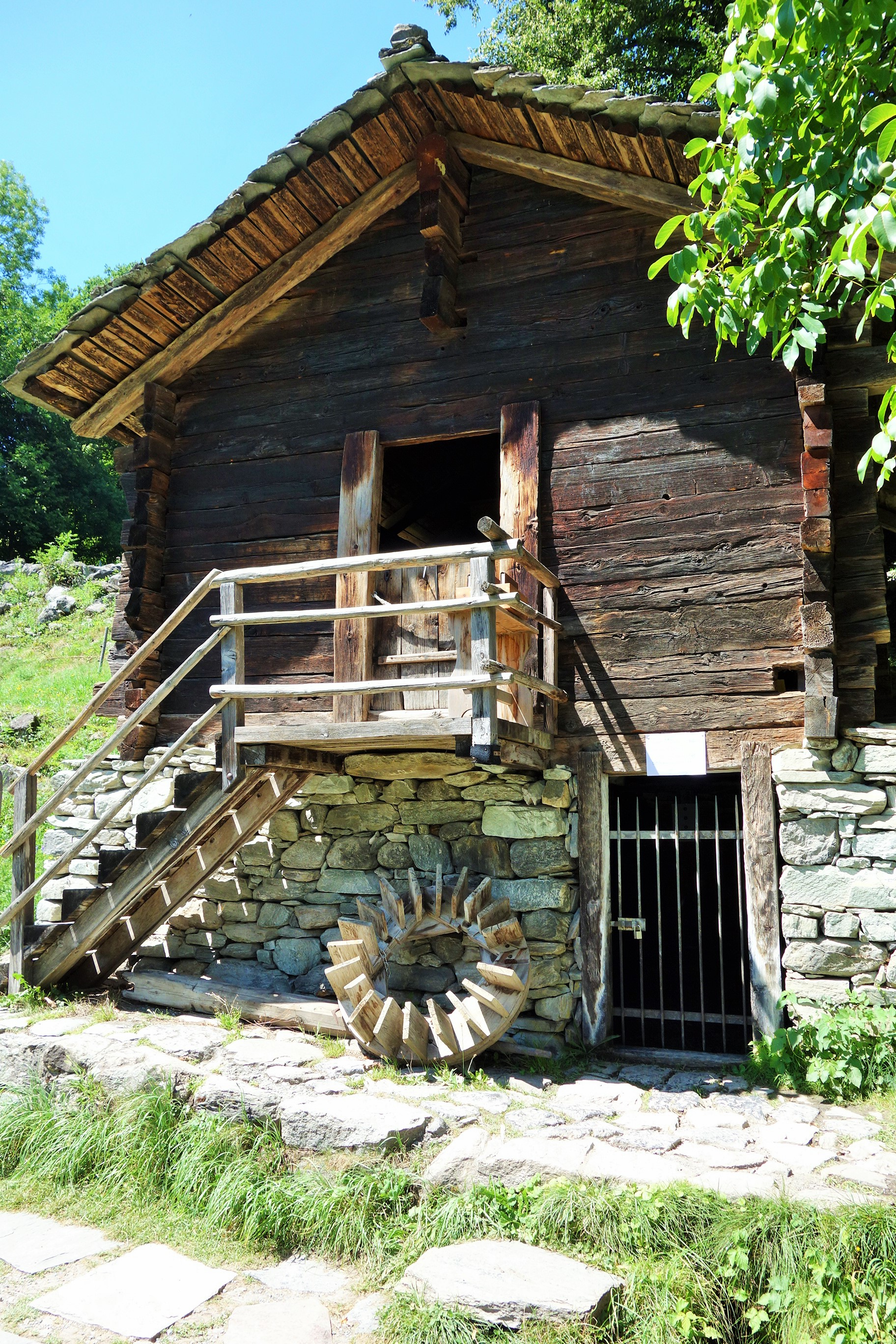
Mlýn